# 拉萨尔加奥恩
拉萨尔加奥恩（Lasalgaon），是印度马哈拉施特拉邦Nashik县的一个城镇。总人口12525（2001年）。

## 人口
该地2001年总人口12525人，其中男性6541人，女性5984人；0—6岁人口1438人，其中男736人，女702人；识字率77.15%，其中男性为81.91%，女性为71.94%。